# Aeroportul Dalanzadgad
Aeroportul Dalanzadgad (IATA: DLZ, ICAO: ZMDZ) este un aeroport din Ömnö-Gobi-Aimag, Mongolia ce deservește zona Dalanzadgad⁠(d). A fost numit după zona deservită.
Situat la o altitudine de 1.454 m, aeroportul dispune de o singură pistă.